# 鲁法特·侯赛因诺夫
鲁法特·侯赛因诺夫（1997年4月25日—）生于占贾，是一名阿塞拜疆男子拳击运动员。2005年，他在父亲的指导下开始练习拳击，2011年，他获得了阿塞拜疆青少年锦标赛冠军，之后，他进入了阿塞拜疆国家队。2014年，他参加中国南京举办的第二届青奥，结果在男子49公斤级项目上夺得冠军。